# Idäische Daktylen
Die Idäischen Daktylen (altgriechisch Δάκτυλοι Ἰδαῖοι Dáktyloi Idaíoi) waren in der griechischen Mythologie dämonenartige Gestalten, denen die Auffindung und erste Bearbeitung des Eisens und Kupfers zugeschrieben wird.
Als ihre Heimat galt das Ida-Gebirge in Phrygien, wo sie im Dienste der Großen Mutter (Rhea-Kybele) standen und infolgedessen mit den Kureten und Korybanten zusammengestellt wie auch mit den samothrakischen Kabiren und mit den Telchinen vermengt wurden. Auch auf den Ida auf Kreta wurden sie versetzt.
Der Name Daktylen wird verschieden erklärt, am wahrscheinlichsten bezieht er sich auf die Kunstfertigkeit dieser metallurgischen Geister des Waldgebirges.
Der phrygischen Daktylen werden drei genannt:
- Kelmis (angeblich „Schmelzer“),
- Damnameneus („Hammer“),
- Akmon („Amboss“).

Auf Kreta waren es fünf, zehn oder hundert.
Dass die Daktylen zugleich für Zauberer und geheimer Naturkräfte kundig galten, erklärt sich leicht. Auch hielt man sie für Erfinder von verschiedenen Künsten, beispielsweise des musikalischen Klanges und des Taktes, wozu die Kunst des Schmiedens Anleitung gegeben haben sollte.